# Urbain Caffi
Urbain Caffi (* 10. Januar 1917 in Legnano; † 16. März 1991 in Le Raincy) war ein italienisch-französischer Radrennfahrer und nationaler Meister im Radsport.

## Sportliche Laufbahn
Caffi war gebürtiger Italiener, er erhielt im November 1933 die französische Staatsbürgerschaft. Von 1942 bis 1952 war er als Berufsfahrer aktiv, er begann seine Profikarriere im Radsportteam Alcyon-Dunlop. 1944 wurde er nationaler Meister im Straßenrennen der Profis vor Lucien Teisseire. Die Meisterschaft wurde in mehreren Rennen über eine Punktewertung ausgetragen.
1948 gewann er den Circuit des Boucles de la Seine, der unmittelbar vor der Tour de France stattfand. 1946 gewann er einen Tagesabschnitt bei Paris–Nizza. 1949 war er auf einer Etappe der Marokko-Rundfahrt erfolgreich. Dazu gewann er einige kleinere Rennen in Frankreich. Zweite Plätze holte er in den Rennen Circuit du Centre 1945 und Paris–Tours 1950 hinter dem Sieger André Mahé.
1947 und 1948 war er am Start der Tour de France, schied in beiden Rundfahrten aus.   